# Fosiestenen
Fosiestenen med signum DR 262 är en runsten som nu står vid Fosie kyrka i Fosie socken och Malmö kommun i Skåne. Den är Malmös enda kända runsten. Ristningen som saknar ornamentik består av två raka, stående runrader. Stenens nuvarande placering är, enligt den informativa skylten vid den, inte platsen där den restes. Tyvärr finns på plats ingen information om var exakt den ursprungligen stått. Enligt Riksantikvarieämbetets söktjänst för runor är det ursprungliga läget strax nordost om den rondell som idag finns en bit sydost om kyrkan, och i tjänstens information om stenen visas även foton från 1960-talet där stenen står på sin ursprungliga plats, utan nån kyrkmur i sikte. Fosie kyrka i dess nuvarande form, där stenen står, byggdes 1896, men det ska ha funnits en kyrka på platsen sedan sent 1100-tal . I så fall bör runstenen ha rests innan kyrkan tillkom. Enligt Danske Runeindskrifter skall den ha upptäckts år 1627. Den från runor translittererade och översatta inskriften lyder enligt nedan:

## Inskriften
Translitterering av runraden:
as(b)iarn × risþi (×) stin × þan(s)i × aftiʀ : tuark : filaka × sin : trik : kuþan
Normalisering till rundanska:
Æsbiorn resþi sten þænsi æftiʀ Dwærg, felaga sin, dræng goþan.
Översättning till nusvenska:
Asbjörn reste sten denna efter Dvärg, kamraten sin, en god dräng.

## Tolkning
Det vikingatida ordet ”dräng” på runstenen har inte samma betydelse som det har idag. Lena Peterson översätter i sitt uppslagsverk Svenskt Runordsregister drængR till ”(ung) man”. Mats P Larsson beskriver det som ”en person som hade rest och som hade dödat mycket människor i strid, och som var duktig på andra saker också, kanske kunde skriva poesi [...] och så vidare.” En dräng var alltså något man gärna ville vara, och Asbjörn har tydligen tänkt mycket högt om sin kamrat Dvärg.
Det är också möjligt att Asbjörn och Dvärg rest tillsammans. Svenskt Runordsregister översätter félagi (nominativformen av felaga) som ”bolagsman, kamrat.” Runt 1000-talet, när stenen bör ha rests, var det vanligt med handelsresor åt öst, till nuvarande Baltikum, Finland, och Ryssland, men även resor till Grekland (för att arbeta som legosoldater) var vanliga. De två kan alltså ha varit på handelsresor tillsammans, varför Dvärg varit Asbjörns ”bolagsman,” eller ”kamrat.”

## Datering
Runorna som används är långkvistiga, de tillhör alltså en av de tre runtyperna av den 16-typiga runraden som användes under vikingatiden.
Enligt Ann-Sofie Gräslunds stilgruppering skall denna sten klassificeras som RAK då den saknar zoomorfisk ornamentik. Den har inte heller några andra utsmyckningar, utan den består av ett runband längs med stenens kant. Hennes metod daterar RAK-gruppen till 970-1020. Danske Runeindskrifter ger samma datering. Den senare halvan av 900-talet och de första decennierna av 1000-talet är även tidsperioden man daterat allra flest runstenar från i Danmark.